# Anton Norris
Erskine Anton Norris (ur. 7 stycznia 1940 w Saint Philip) – barbadoski lekkoatleta specjalizujący się w skoku wzwyż.
Był uczestnikiem igrzysk Imperium Brytyjskiego i Wspólnoty Brytyjskiej rozgrywanych w 1962 oraz 1966 roku – na tych imprezach wywalczył brązowe medale. Jest też zdobywcą dwóch srebrnych medali igrzysk Ameryki Środkowej i Karaibów, tytuły te otrzymał na igrzyskach w 1962 i 1966 roku. W 1963 roku został brązowym medalistą igrzysk panamerykańskich.
Poza lekkoatletyką uprawiał także dyscyplinę krykietu.